# Arhytis duponti
Arhytis duponti är en stekelart som beskrevs av Gupta 1983. Arhytis duponti ingår i släktet Arhytis och familjen brokparasitsteklar. Inga underarter finns listade.